# Euhesma lucida
Euhesma lucida är en biart som beskrevs av Exley 2002. Euhesma lucida ingår i släktet Euhesma och familjen korttungebin. Inga underarter finns listade i Catalogue of Life.

## Bildgalleri

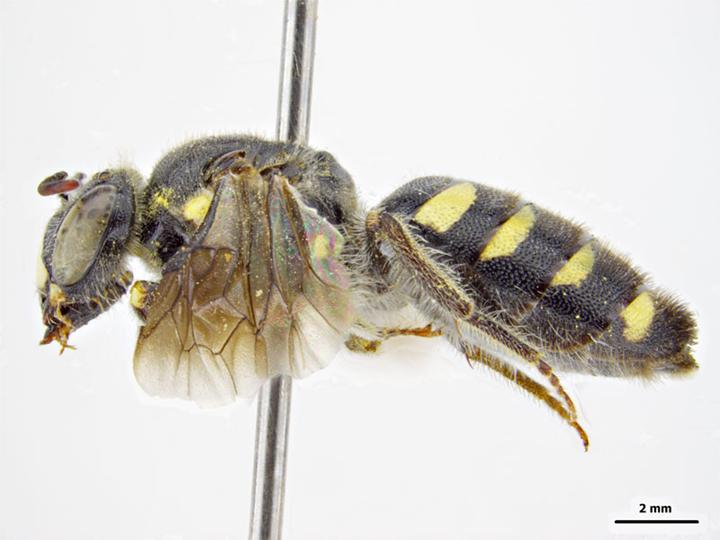